# Challerange
Challerange ist eine kleine französische Gemeinde im Département Ardennes in der Region Grand Est (vor 2016 Champagne-Ardenne) mit 423 Einwohnern (Stand: 1. Januar 2022). Sie gehört zum Arrondissement Vouziers und zum Kanton Attigny.

## Lage
Challerange liegt etwa 52 Kilometer ostnordöstlich von Reims am Flüsschen Alin (manchmal auch Allin geschrieben). Umgeben wird Challerange von den Nachbargemeinden Saint-Morel im Nordwesten und Norden, Brécy-Brières im Norden und Nordosten, Mouron im Osten, Vaux-lès-Mouron im Osten und Südosten, Montcheutin im Südosten, Séchault im Süden sowie Monthois im Westen.

## Einwohnerentwicklung
| Jahr                       | 1962 | 1968 | 1975 | 1982 | 1990 | 1999 | 2006 | 2019 |
| Einwohner                  | 635  | 643  | 659  | 594  | 514  | 461  | 435  | 444  |
| Quellen: Cassini und INSEE |      |      |      |      |      |      |      |      |

## Sehenswürdigkeiten

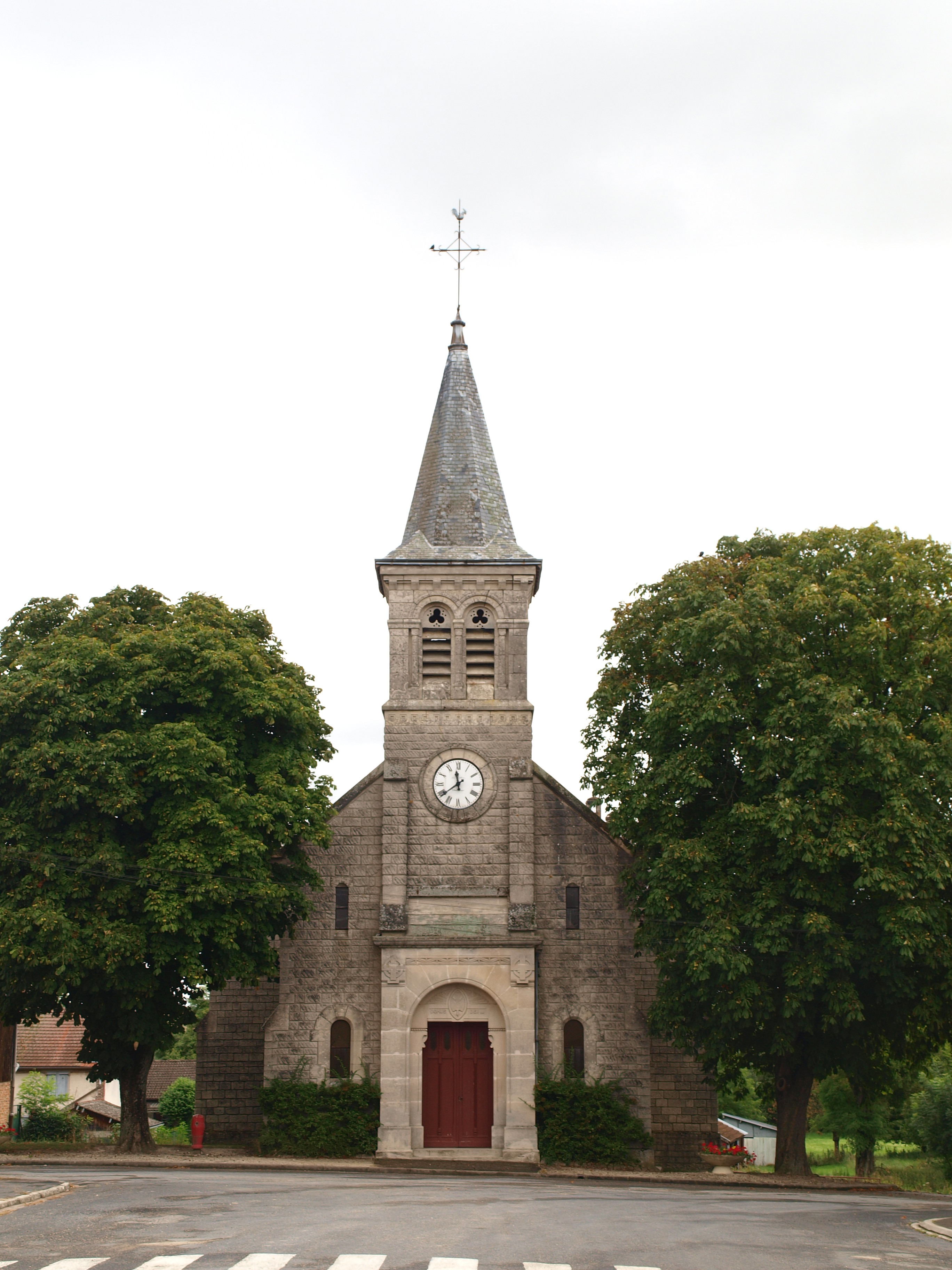
Kirche Saint-Remi

- Kirche Saint-Remi